# ヤア・ジャシ
ヤア・ジャシ（Yaa Gyasi、1989年 - ）は、ガーナ系アメリカ人の小説家。彼女のデビュー小説『奇跡の大地 (Homegoing)』は、2016年に発表され、彼女は26歳で、全米批評家協会賞から処女作に与えられる最優秀賞であるジョン・レナード賞 (John Leonard Award) を受賞し、さらに全米書籍財団が選ぶ「5 under 35（35歳以下の5人）」の2016年に処女作を発表した最も優秀な5人のひとりに選ばれ、さらに米国図書賞も受賞した。2020年には、ヴィルチェク財団による文学における創造的将来性に対するヴィルチェク賞 (Vilcek Prize for Creative Promise in Literature) を受賞した。

## 生い立ちと教育
ガーナのマムポンに、後にアラバマ大学ハンツビル校のフランス語教授となるクワク・ジャシ (Kwaku Gyasi) と看護師である母ソフィア (Sophia) の間に生まれた。一家は、父がオハイオ州立大学でPh.D.を取得した1991年に、アメリカ合衆国へ移住した。一家は、イリノイ州やテネシー州にも住んだ後、ジャシが10歳だったときからアラバマ州ハンツビルに定住した。
ジャシは、子どもの頃は恥ずかしがり屋で、幼くしてアラバマ州に移民した子どもとしての経験を共有するきょうだいたちと強い結びつきを感じており、「親友」であった本に向かうことが多かったという。最初に書いた自作の物語を、PBS Kidsの子ども作家・イラストレーター・コンテストに応募したところ、レヴァー・バートンの署名入りの参加証を受け取ったことが励みとなり、また、グリッソム高等学校在学中の17歳のときにトニ・モリスンの『ソロモンの歌 (Song of Solomon)』を読んだことで、大いに啓発された彼女は文筆の道に進むことを決意した。
スタンフォード大学で英語を専攻してBachelor of Arts を得た後、アイオワ大学のクリエイティブ・ライティング講座であるアイオワ・ライターズ・ワークショップに学び、修士（芸術学）を取得した。

## 経歴
ジャシは、スタンフォード大学を卒業してすぐに、デビュー小説に着手し始め、また、とある創業したばかりの会社に勤め始めたが、その仕事に馴染めなかった彼女は、2012年にアイオワ大学から入学が許可されると、すぐに退職した。
彼女のデビュー作『奇跡の大地』は、2009年にガーナを訪れたときの経験に触発されたもので、この訪問は彼女にとって、幼児の頃に母国を離れて以来、初めてのことであった。小説は、2015年に完成し、いくつもの出版社に試読が提出された後、数多くの出版社が出版に名乗りを上げ、7桁の前払金を出すととしたクノッフとの契約が成立した。タナハシ・コーツは、全米書籍財団が選ぶ「5 under 35（35歳以下の5人）」の2016年のひとりに『奇跡の大地』を書いたジャシを選び、同書はさらに全米批評家協会賞のジョン・レナード賞、ヘミングウェイ/PEN賞の最優秀処女出版賞 (best first book)、また、アメリカ文学の多様性に貢献したとして米国図書賞も受賞した。
他にも、『African American Review』誌、『Callaloo』誌、『Guernica』誌、『ガーディアン』紙、『Granta』誌などにも、彼女は寄稿している。
ジャシは、影響を受けた作家として、トニ・モリスン（『ソロモンの歌 ）、ガブリエル・ガルシア＝マルケス（『百年の孤独』）、ジェイムズ・ボールドウィン（『山にのぼりて告げよ』）、エドワード・P・ジョーンズ（『Lost in the City』）、ジュンパ・ラヒリ（『見知らぬ場所）を挙げている。
2016年現在、ジャシはカリフォルニア州バークレーに住んでいる。

## おもな著作
- Homegoing (2016)
  - 日本語訳：（峯村利哉 訳）奇跡の大地、集英社、2018年
- Transcendent Kingdom (2020)

## 受賞
- 全米批評家協会賞のジョン・レナード賞（最優秀処女出版賞）[18]
- ヘミングウェイ/PEN賞 最優秀処女出版フィクション[19]
- 2016年：全米書籍財団 - 5 under 35
- 米国図書賞[20]
- 2017年：『Granta』誌、最優秀若手アメリカ人小説家 (Best of Young American Novelists)[21][22][23]
- 2020年：ヴィルセク財団、文学における創造的将来性に対するヴィルセク賞[1]